# Baigneaux, Gironde
Baigneaux är en kommun i departementet Gironde i regionen Nouvelle-Aquitaine i sydvästra Frankrike. Kommunen ligger i kantonen Targon som tillhör arrondissementet Langon. År 2022 hade Baigneaux 443 invånare.

## Befolkningsutveckling
Antalet invånare i kommunen Baigneaux
Referens:INSEE